# Котеновський
Коте́новський (рос. Котеновский, марій. Котеновский) — селище у складі Кілемарського району Марій Ел, Росія. Входить до складу Ардинського сільського поселення.

## Населення
Населення — 12 осіб (2010; 21 у 2002).
Національний склад (станом на 2002 рік):
- марі — 86 %